# First Secretary of State
First Secretary of State is een eretitel die af en toe wordt gebruikt in de uitvoerende macht van de Britse overheid.
De functie kan het beste worden gezien als een primus inter pares onder de ministers (Engels: Secretaries of State) in het kabinet, maar er zijn geen specifieke bevoegdheden of autoriteit aan verbonden dan die van een andere ministers. Wanneer er geen vicepremier wordt benoemd, functioneert de First Secretary of State als een de facto vicepremier. Indien er zowel geen vicepremier of First Secretary of State wordt benoemd, wordt de minister van Financiën meestal als de de facto tweede hoogste functionaris in het kabinet gezien zoals in het kabinet-Thatcher I met Geoffrey Howe en het kabinet-Major I met Norman Lamont. In het kabinet-Major II en kabinet-Blair III droegen de vicepremiers de titel van First Secretary of State ondanks ze niet aan het hoofd stonden van een ministerie. Sinds het gebruik van de titels van First Secretary of State en vicepremier is het maar één keer voorgekomen dat ze niet door dezelfde persoon werden gehouden in hetzelfde kabinet, in het kabinet-Cameron I was Nick Clegg vicepremier en William Hague First Secretary of State.
De laatste First Secretary of State was in het kabinet-Johnson II (2019–2022), de minister van Buitenlandse Zaken Dominic Raab.

## First Secretaries of State van het Verenigd Koninkrijk (1962–heden)
| First Secretary of State        | First Secretary of State | First Secretary of State                       | Functie(s)                            | Ambtstermijn                   | Ambtstermijn      | Partij(en)         | Premier                       | Kabinet(en)        |
| ------------------------------- | ------------------------ | ---------------------------------------------- | ------------------------------------- | ------------------------------ | ----------------- | ------------------ | ----------------------------- | ------------------ |
|                                 | Rab Butler               | Rab Butler (1902–1982)                         | Vicepremier                           | 13 juli 1962                   | 16 oktober 1964   | Conservative Party | Harold Macmillan (1957–1963)  | Macmillan II       |
| Minister van Buitenlandse Zaken | Rab Butler               | Rab Butler (1902–1982)                         | 19 oktober 1963                       | Alec Douglas- Home (1963–1964) | 16 oktober 1964   | Conservative Party | Douglas-Home                  |                    |
|                                 | George Brown             | George Brown (1914–1985)                       | Minister van Economische Zaken        | 16 oktober 1964                | 11 augustus 1966  | Labour Party       | Harold Wilson (1964–1970)     | Wilson I           |
| Wilson II                       | George Brown             | George Brown (1914–1985)                       | Minister van Economische Zaken        | 16 oktober 1964                | 11 augustus 1966  | Labour Party       | Harold Wilson (1964–1970)     |                    |
|                                 | Michael Stewart          | Michael Stewart (1906–1990)                    | Minister van Economische Zaken        | 11 augustus 1966               | 16 maart 1968     | Labour Party       | Harold Wilson (1964–1970)     |                    |
| Minister van Buitenlandse Zaken | Michael Stewart          | Michael Stewart (1906–1990)                    | 16 maart 1968                         | 6 april 1968                   |                   | Labour Party       | Harold Wilson (1964–1970)     |                    |
|                                 | Barbara Castle           | Barbara Castle (1910–2002)                     | Minister van Arbeid                   | 6 april 1968                   | 19 juni 1970      | Labour Party       | Harold Wilson (1964–1970)     |                    |
|                                 | Alec Douglas-Home        | Sir Alec Douglas- Home (1903–1995)             | Minister van Buitenlandse Zaken       | 19 juni 1970                   | 4 maart 1974      | Conservative Party | Edward Heath (1970–1974)      | Heath              |
|                                 | Denis Healey             | Denis Healey (1917–2015)                       | Minister van Financiën                | 4 maart 1974                   | 4 mei 1979        | Labour Party       | Harold Wilson (1974–1976)     | Wilson III         |
| Wilson IV                       | Denis Healey             | Denis Healey (1917–2015)                       | Minister van Financiën                | 4 maart 1974                   | 4 mei 1979        | Labour Party       | Harold Wilson (1974–1976)     |                    |
| James Callaghan (1976–1979)     | Denis Healey             | Denis Healey (1917–2015)                       | Minister van Financiën                | 4 maart 1974                   | 4 mei 1979        | Labour Party       | Callaghan                     |                    |
| Vacant                          | Vacant                   | Vacant                                         | Vacant                                | Vacant                         | Vacant            | Vacant             | Margaret Thatcher (1979–1990) | Thatcher I         |
|                                 |                          | Burggraaf Whitelaw Willie Whitelaw (1918–1999) | Lord President of the Council         | 11 juni 1983                   | 10 januari 1988   | Conservative Party | Margaret Thatcher (1979–1990) | Thatcher II        |
| Leader of the House of Lords    | Thatcher III             | Burggraaf Whitelaw Willie Whitelaw (1918–1999) |                                       | 11 juni 1983                   | 10 januari 1988   | Conservative Party | Margaret Thatcher (1979–1990) |                    |
| Vacant                          | Thatcher III             |                                                |                                       |                                |                   |                    | Margaret Thatcher (1979–1990) |                    |
|                                 | Thatcher III             | Geoffrey Howe                                  | Sir Geoffrey Howe (1926–2015)         | Vicepremier                    | 24 juli 1989      | 1 november 1990    | Margaret Thatcher (1979–1990) | Conservative Party |
| Lord President of the Council   | Thatcher III             | Geoffrey Howe                                  | Sir Geoffrey Howe (1926–2015)         |                                | 24 juli 1989      | 1 november 1990    | Margaret Thatcher (1979–1990) | Conservative Party |
| Leader of the House of Commons  | Thatcher III             | Geoffrey Howe                                  | Sir Geoffrey Howe (1926–2015)         |                                | 24 juli 1989      | 1 november 1990    | Margaret Thatcher (1979–1990) | Conservative Party |
| Vacant                          | Thatcher III             |                                                |                                       |                                |                   |                    | Margaret Thatcher (1979–1990) |                    |
| Vacant                          | Vacant                   | Vacant                                         | Vacant                                | Vacant                         | Vacant            | Vacant             | John Major (1990–1997)        | Major I            |
| Vacant                          | Vacant                   | Vacant                                         | Vacant                                | Vacant                         | Vacant            | Vacant             | John Major (1990–1997)        | Major II           |
|                                 | Michael Heseltine        | Michael Heseltine (1933)                       | Vicepremier                           | 20 juli 1995                   | 2 mei 1997        | Conservative Party | John Major (1990–1997)        | Major II           |
| Vacant                          | Vacant                   | Vacant                                         | Vacant                                | Vacant                         | Vacant            | Vacant             | Tony Blair (1997–2007)        | Blair I            |
|                                 | John Prescott            | John Prescott (1938–2024)                      | Vicepremier                           | 8 juni 2001                    | 27 juni 2007      | Labour Party       | Tony Blair (1997–2007)        | Blair II           |
| Blair III                       | John Prescott            | John Prescott (1938–2024)                      | Vicepremier                           | 8 juni 2001                    | 27 juni 2007      | Labour Party       | Tony Blair (1997–2007)        |                    |
| Minister van Regionale Zaken    | John Prescott            | John Prescott (1938–2024)                      | 29 mei 2002                           | 5 mei 2005                     | Blair II          | Labour Party       | Tony Blair (1997–2007)        |                    |
| Vacant                          | Vacant                   | Vacant                                         | Vacant                                | Vacant                         | Vacant            | Vacant             | Gordon Brown (2007–2010)      | Brown              |
|                                 | Peter Mandelson          | Baron Mandelson Peter Mandelson (1953)         | Lord President of the Council         | 5 juni 2009                    | 11 mei 2010       | Labour Party       | Gordon Brown (2007–2010)      | Brown              |
| Minister van Economische Zaken  | Peter Mandelson          | Baron Mandelson Peter Mandelson (1953)         |                                       | 5 juni 2009                    | 11 mei 2010       | Labour Party       | Gordon Brown (2007–2010)      | Brown              |
| President of the Board of Trade | Peter Mandelson          | Baron Mandelson Peter Mandelson (1953)         |                                       | 5 juni 2009                    | 11 mei 2010       | Labour Party       | Gordon Brown (2007–2010)      | Brown              |
|                                 | William Hague            | William Hague (1961)                           | Minister van Buitenlandse Zaken       | 11 mei 2010                    | 14 juli 2014      | Conservative Party | David Cameron (2010–2016)     | Cameron I          |
| Leader of the House of Commons  | William Hague            | William Hague (1961)                           | 14 juli 2014                          | 9 mei 2015                     |                   | Conservative Party | David Cameron (2010–2016)     | Cameron I          |
|                                 | George Osborne           | George Osborne (1971)                          | Minister van Financiën                | 9 mei 2015                     | 13 juli 2016      | Conservative Party | David Cameron (2010–2016)     | Cameron II         |
| Vacant                          | Vacant                   | Vacant                                         | Vacant                                | Vacant                         | Vacant            | Vacant             | Theresa May (2016–2019)       | May I              |
|                                 | Damian Green             | Damian Green (1956)                            | Minister voor Kabinetszaken           | 11 juni 2017                   | 20 december 2017  | Conservative Party | Theresa May (2016–2019)       | May II             |
| Vacant                          |                          |                                                |                                       |                                |                   |                    | Theresa May (2016–2019)       | May II             |
|                                 | David Lidington          | David Lidington (1956)                         | Kanselier van het Hertogdom Lancaster | 8 januari 2018                 | 24 juli 2019      | Conservative Party | Theresa May (2016–2019)       | May II             |
| Minister voor Kabinetszaken     | David Lidington          | David Lidington (1956)                         |                                       | 8 januari 2018                 | 24 juli 2019      | Conservative Party | Theresa May (2016–2019)       | May II             |
|                                 | Dominic Raab             | Dominic Raab (1974)                            | Minister van Buitenlandse Zaken       | 24 juli 2019                   | 15 september 2021 | Conservative Party | Boris Johnson (2019–2022)     | Johnson I          |
| Johnson II                      | Dominic Raab             | Dominic Raab (1974)                            | Minister van Buitenlandse Zaken       | 24 juli 2019                   | 15 september 2021 | Conservative Party | Boris Johnson (2019–2022)     |                    |
| Vacant                          |                          |                                                |                                       |                                |                   |                    | Boris Johnson (2019–2022)     |                    |
| Vacant                          | Vacant                   | Vacant                                         | Vacant                                | Vacant                         | Vacant            | Vacant             | Liz Truss (2022)              | Truss              |
| Vacant                          | Vacant                   | Vacant                                         | Vacant                                | Vacant                         | Vacant            | Vacant             | Rishi Sunak (2022–2024)       | Sunak              |